# Torralba de Oropesa
Torralba de Oropesa – gmina w Hiszpanii, w prowincji Toledo, w Kastylii-La Mancha, o powierzchni 23,45 km². W 2011 roku gmina liczyła 271 mieszkańców.